# Grande Cometa del 1744
La Grande Cometa del 1744, formalmente denominata C/1743 X1, è stata una cometa non periodica nota per la particolare coda che sviluppò.

## Osservazione
La cometa venne osservata per la prima volta il 29 novembre 1743 da Jan de Munck a Middelburg e successivamente, ma indipendentemente, da Dirk Klinkenberg il 9 dicembre ad Haarlem e da Jean-Philippe de Chéseaux il 13 dicembre a Losanna. Nelle sue osservazioni Chéseaux indica che la cometa era priva di coda e la chioma, di circa 5 minuti d'arco, ricordava una nebulosa di terza magnitudine.
Il 18 febbraio 1744, mentre era ancora nella fase di avvicinamento al Sole, raggiunse una luminosità pari a quella di Venere (-4,6) ed iniziò a sviluppare una doppia coda. Quando raggiunse il perielio, il 1º marzo 1744, era ormai osservabile a occhio nudo anche di giorno.
Pochi giorni dopo il perielio la cometa manifestò un ventaglio di sei code sulla cui origine sono state sviluppate varie ipotesi. Le più accreditate rimandano alla presenza di almeno tre bocche eruttive alternativamente esposte al vento solare a causa della rotazione del nucleo oppure ipotizzano un caso estremo di striatura della coda dovuto alla diversa natura del materiale disperso come osservato per la Cometa West o per la Cometa McNaught.
La cometa rimase visibile nell'emisfero settentrionale fino al 9 marzo e in quello meridionale fino al 22 aprile. La coda raggiunse una copertura di 90° della volta celeste.
Gli astronomi giapponesi registrano l'evento nel Nihon Ōdai Ichiran (le cronache dell'era Kanpō dell'imperatore Sakuramachi). Gli astronomi cinesi indicarono la presenza di suoni associati al passaggio della cometa: il fenomeno potrebbe essere spiegato come un'interazione tra la magnetosfera terrestre e le particelle disperse dalla cometa in modo simile a quanto a volte accade con le aurore polari.